# Fred Holmes
Pour les articles homonymes, voir Holmes.
Fred Holmes (né le 30 juillet 1904 à Chicago et mort le 26 mars 1986  à Orange en Californie) est un acteur de cinéma américain.

## Filmographie partielle
- 1924 : Une riche famille (Hot Water) de Fred C. Newmeyer et Sam Taylor : Man (non crédité)
- 1925 : The Gambling Fool de J. P. McGowan : Plump Parker
- 1925 : A Streak of Luck de Richard Thorpe : Burton's Valet
- 1926 : The Midnight Limited de Oscar Apfel : Dr Jones
- 1927 : Lightning Lariats de Robert De Lacey : Henry Storne
- 1928 : The Best Man de Harry Edwards (CM) : (non crédité)
- 1928 : Driftwood de Christy Cabanne : Doc Prouty
- 1928 : V'là la flotte (Two Tars) de James Parrott (CM) : Motorist
- 1929 : Noisy Noises de Robert F. McGowan (CM) : Bald man on the stairs
- 1929 : Y a erreur ! (Wrong Again) de Leo McCarey (CM) : Garçon d'écurie
- 1932 : Si j'avais un million (If I Had a Million) : China Shop Clerk (non crédité)
- 1934 : For Pete's Sake! de Gus Meins (CM) : Man with Day Off (non crédité)
- 1934 : Les Jambes au cou (Going Bye-Bye!) de Charley Rogers (CM) : Man in Courtroom (non crédité)
- 1934 : One Horse Farmers de Gus Meins (CM) : Subway Passenger (non crédité)
- 1934 : Nifty Nurses de Leigh Jason (CM) :
- 1934 : Un jour une bergère (Babes in Toyland) de Gus Meins et Charley Rogers : Balloon Man (non crédité)
- 1935 : Beginner's Luck (en) de Gus Meins (CM) : Audience member
- 1935 : Teacher's Beau (en) de Gus Meins (CM) : Party guest
- 1935 : The Captain Hits the Ceiling de Charles Lamont (CM) : Parson (non crédité)
- 1936 : The Lucky Corner (en) de Gus Meins (CM) : Crowd extra
- 1936 : C'est donc ton frère (Our Relations) de Harry Lachman : Bailiff (non crédité)
- 1937 : Rushin' Ballet de Gordon Douglas (CM) : Audience extra
- 1938 : Hide and Shriek (en) de Gordon Douglas (CM) : Janitor
- 1940 : The Courageous Dr. Christian (en) de Bernard Vorhaus : Wilson